# 김덕현 (정치인)
김덕현(金德鉉, 1956년 12월 10일~)은 대한민국의 정치인이다. 제39대 연천군수이다.

## 학력
- 신한대학교 행정학 석사

## 경력
- 연천군청 지역경제과장
- 연천군청 총무과장
- 연천군청 전략사업실장
- 연천군청 기획감사실장
- 신한대학교 평생교육원부원장
- 제20대 대통령선거 국민의힘 조직본부장
- 연천통일미래포럼상임대표
- 연천군 소상공인 자문위원
- 연천군 건강가정다문화지원센터 운영위원
- 2022.07 ~ : 제39대 민선 8기 경기도 연천군수
- 연천군장애인체육회장
- 2023.09~: 인구감소지역 시장‧군수‧구청장 협의회 부회장
- 2025.02~: 경기도시장군수협의회 후반기 부회장(군)

## 전과
- 도로교통법위반: 벌금 1,500,000원 - 1994년 12월 15일 선고[1]

## 역대 선거 결과
|  | 45.19% |

|  | 47.46% |